# Van Sasse van Ysselt

Wapen van het geslacht Van Sasse van Ysselt (1814)

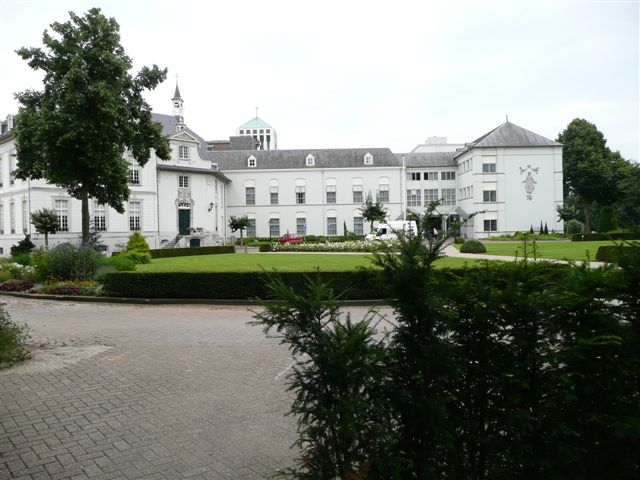
Het kasteel Boxmeer

Van Sasse van Ysselt is een geslacht waarvan leden sinds 1814 tot de Nederlandse adel behoren.

## Geschiedenis
Stamvader van de familie is Gerrit Dircksz Sas die in 1438 burger van Utrecht werd. In volgende generaties leverde het geslacht bestuurders in de regio Utrecht. In 1739 werd Johannes Jacobus Sasse (1717-1767) heer van Ysselt waarna het geslacht de naam Van Sasse van Ysselt gaat voeren; de heerlijkheid bleef twee generaties, tot 1775, in dit geslacht. Bij Souverein Besluit van 28 augustus 1814 werd Leopold Frans Jan Jacob Jozef van Sasse van Ysselt benoemd in de Ridderschap van Noord-Brabant waardoor hij en zijn nakomelingen gingen behoren tot de Nederlandse adel met het predicaat van jonkheer/jonkvrouw. In de 19e, 20e en 21e eeuw levert het geslacht vooral juristen van wie een deel ook bestuursfuncties op lokaal, regionaal en landelijk niveau vervult.
Het grootste deel van de 19e eeuw was kasteel Boxmeer in bezit van de familie.

## Enkele telgen
Jhr. Leopold Frans Jan Jacob Jozef van Sasse van Ysselt (1778-1844), lid van het Wetgevend Lichaam, lid van de Tweede Kamer der Staten-Generaal, in 1806 koper van kasteel Boxmeer
- Jhr. Ludovicus Johannes Baptist van Sasse van Ysselt (1809-1888), lid van de Eerste Kamer der Staten-Generaal en van de Tweede Kamer der Staten-Generaal
  - Jhr. Joannes Ludovicus Leopoldus Pacificus Maria van Sasse van Ysselt (1832-1913), postdirecteur
    - Jhr. François Emile Marie van Sasse van Ysselt (1874-1911), burgemeester van Teteringen
- Jhr. mr. Leopoldus Boudewijn Constantius Lodewijk van Sasse van Ysselt (1819-1906), jurist
  - Jhr. mr. Alexander Frederik Oscar van Sasse van Ysselt (1852-1939), voorzitter van de Hoge Raad van Adel, president van het Gerechtshof te 's-Hertogenbosch, lid van de Tweede en Eerste Kamer der Staten-Generaal, lid van Provinciale Staten van Noord-Brabant, lid van de Gemeenteraad van 's-Hertogenbosch
  - Jhr. mr. Constant Auguste Joseph van Sasse van Ysselt (1861-1942), advocaat-fiscaal bij het Hoog Militair Gerechtshof, lid van Provinciale Staten van Utrecht, lid van de Gemeenteraad van Utrecht
    - Jhr. mr. Gerbrand Valerius Eduard Maria van Sasse van Ysselt (1915-1998), vicepresident van de Rechtbank te 's-Hertogenbosch; trouwde in 1951 met Eline Johanna Stefanie Westra (1920), dochter van mr. dr. Harmen Westra (1883-1959), NSB-burgemeester van Den Haag en gescheiden echtgenote van Waffen-SS-er Christiaan Willem Johan baron van Boetzelaer (1920-2012). Over deze laatste van Boetzelaer verscheen het boek Oorlogsouders.